# La Thuile (Frankrijk)
La Thuile is een gemeente in het Franse departement Savoie (regio Auvergne-Rhône-Alpes) en telt 258 inwoners (1999). De oppervlakte bedraagt 18,26 km², de bevolkingsdichtheid is 14 inwoners per km².

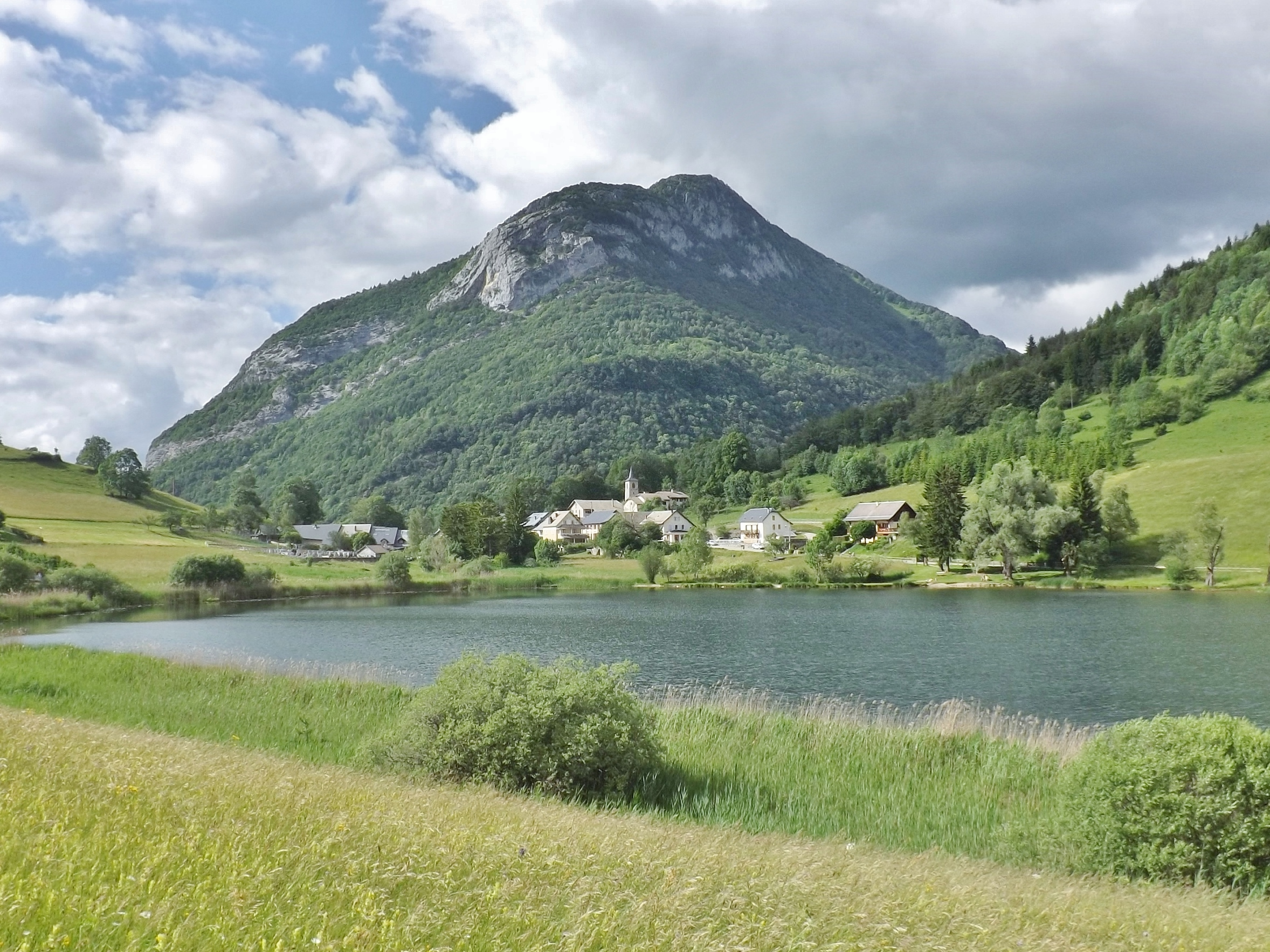
La Thuile

## Demografie
Onderstaande figuur toont het verloop van het inwonertal (bron: INSEE-tellingen).